# 奇蹟の輝き
『奇蹟の輝き』（きせきのかがやき、What Dreams May Come）は、1998年のアメリカ映画。愛の強さを描いた人間ドラマ。リチャード・マシスン原作。
天国の世界を油絵タッチのCGで表現し、話題を呼んだ。VFXを担当したのはデジタル・ドメインとPacific Ocean Post。この作品はアカデミー視覚効果賞を受賞した。

## あらすじ
妻を残して交通事故で死んだクリスは天国に行く。そこは素晴らしい世界であった。しかしクリスの妻アニーは、夫を亡くしたショックで後を追うように自殺してしまい、地獄へ行ってしまう。クリスはアニーを救うため、危険を冒して天国から地獄への旅を始める…。

## キャスト
※括弧内は日本語吹き替え
- クリス・ニールセン - ロビン・ウィリアムズ（野島昭生）
- アルバート・ルイス（イアン・ニールセン） - キューバ・グッディングJr.（川津泰彦）
- アニー・コリンズ＝ニールセン - アナベラ・シオラ（塩田朋子）
- イアン・ニールセン - ジョッシュ・パドック
- マリー・ニールセン - ジェシカ・ブルックス・グラント
- 道先案内人トラッカー（アルバート・ルイス教授） - マックス・フォン・シドー（金内喜久夫）
- リオナ（マリー・ニールセン） - ロザリンド・チャオ（くればやしたくみ）
- アニー・コリンズ＝ニールセン（一部の声） - バーバラ・グッドソン